# Volta do salteador

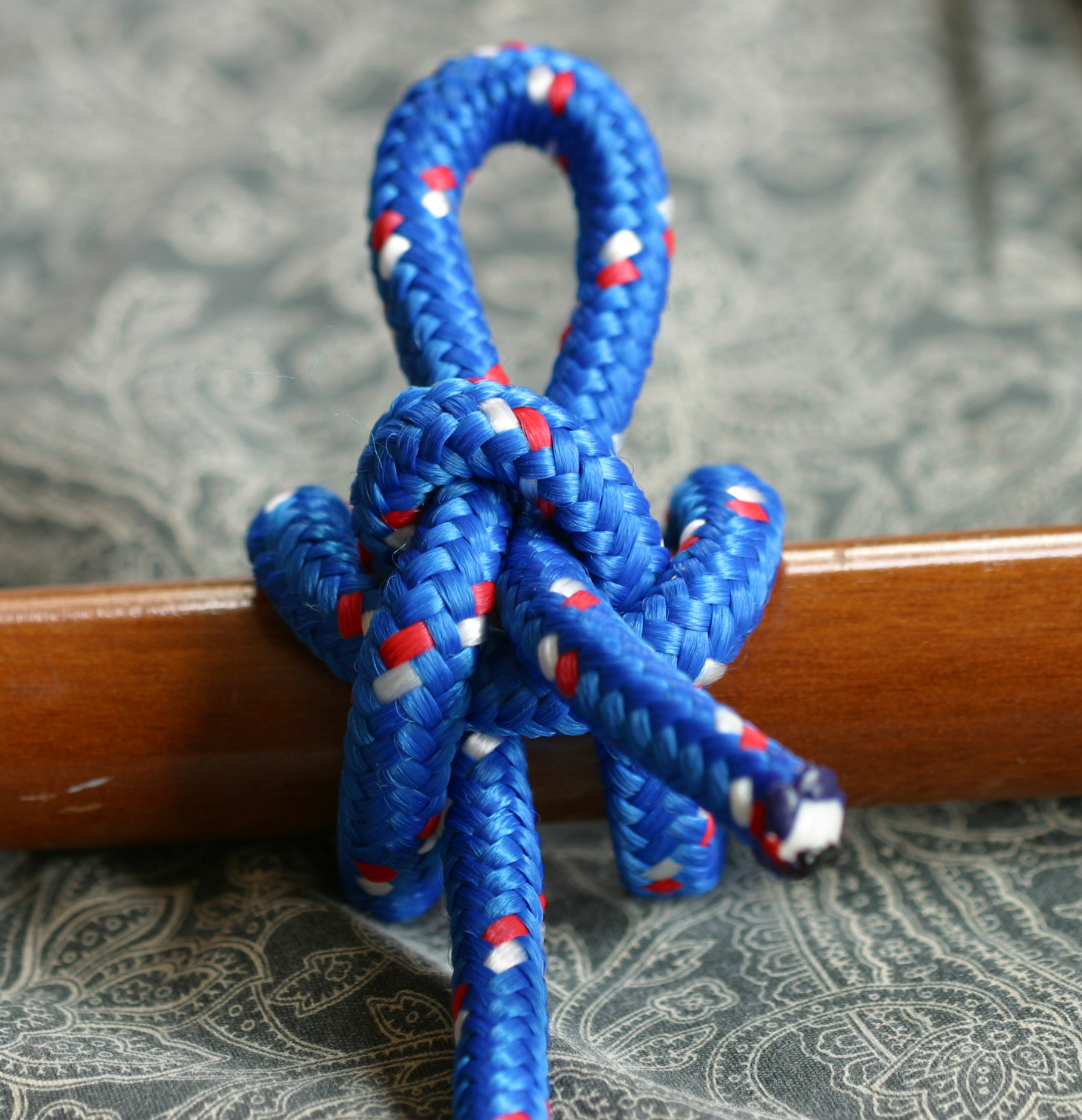
Volta do salteador

Também conhecido como Nó de evasão, Nó de fuga, Nó de espia ou Volta pelo seio.
É um tipo de nó rápido feito pelo seio do cabo com o objetivo de obter um chicote fixo e outro corrediço. Usada para descer de um ponto mais alto podendo recolher a corda ao término da descida. Feita pelo seio do cabo. Forma uma ponta fixa e outra corrediça. No seu uso deve-se ter o cuidado para não colocar peso no lado corrediço da corda, ação que faria desmanchar o nó, provocando a queda o usuário. E tem sempre que se deixar as pontas do mesmo tamanho para ser mais fácil de tirar ou descer. 